# 血鏢鱸
血鏢鱸（学名：Nothonotus sanguifluum）為輻鰭魚綱鱸形目鱸亞目河鱸科的其中一種，分布於美國Cumberland河中游流域，體長可達9公分，棲息在流動快速、岩石底質的溪流。